# 首 (北野武)
『首』（くび）は、2019年より出版された北野武による日本の小説である。
KADOKAWAより2019年12月20日に出版された。著者・北野自身による脚本・編集・監督・主演で、出版社・KADOKAWAの製作により映画化され、2023年11月23日に公開。

## 概要
2019年に出版された北野武による日本の長編小説で、架空の戦国時代を舞台に、権力と生存を懸けた人間たちの暗闘を描く。物語は戦場の勝敗を象徴する「首級（くび）」の奪い合いを軸に、大名や武将、家臣、僧侶、百姓など多様な人物が入り乱れる群像劇として展開される。戦乱の裏に潜む人間の欲望と醜さを浮き彫りにする。北野作品ならではの乾いたユーモアと突発的な暴力描写が随所に織り込まれ、苛烈な戦場の中に滑稽さや虚しさが交錯する。登場人物たちは冷酷かつ愚かに、己の立場や野望のために裏切りや策謀を重ね、その果てに破滅や栄達を迎える。歴史小説の体裁をとりながらも寓話的・風刺的要素を備え、名誉や忠義の裏に潜む人間の本性を鋭く暴き出した作品である。作中では、従来の戦国文学ではあまり語られない武将たちの負の側面、権力欲に駆られた裏切りや虐殺、私利私欲のための同盟破棄、配下への冷酷な仕打ちが生々しく表現される。また、男色は単なる性的嗜好としてではなく、政治的駆け引きや忠誠関係の構築手段として描かれ、戦乱期の権力構造に密接に結び付けられている。

## あらすじ
時は戦国時代。羽柴秀吉と千利休に雇われ、謀反人と逃げ延びた敵を探して各国を旅する曽呂利新左衛門は、信長に反旗を翻した荒木村重を偶然捕らえる。一方、丹波国篠山の農民・茂助は播磨へ向かう秀吉の軍勢を目撃、戦で功を立てようと軍に紛れ込む。
信長、秀吉、光秀、家康を巻き込み、荒木村重の首を巡る戦国の饗宴が始まり、それはやがて本能寺の変へと繋がっていく。

## 登場人物

### 主人公
羽柴秀吉（はしば ひでよし）
演 - ビートたけし
主人公。足軽から侍大将まで出世した出世人。織田信長の跡取りを狙う明智光秀とはライバル関係にあるが、作中では謀反を起こした荒木村重を逃した光秀を助けるように信長に命令され、力を貸すが、信長が嫡男の信忠に家督を譲るという密書を多羅尾光源坊から入手するとこの事実を光秀に教え、光秀に対して信長を討つように助言を行った。そして中国攻めの最中に京にて本能寺の変が起きた。秀吉は直ぐに弟の秀長と黒田官兵衛らの大軍とともに中国大返しを成功させる。そして山崎の戦いにて明智軍を破り天下人としての道をスタートさせた。
信長より老けて見えるが、中国攻めで苦労して老けたためである。

### 秀吉の家臣

#### 秀長一門
羽柴秀長（はしば ひでなが）
演 - 大森南朋
秀吉の弟。兄の秀吉と違って知能的であり、参謀的な役割を持ち、字も読める。作中では、鳥取城の戦いの会議を秀吉、官兵衛、一益、長秀らと共に行い、秀吉に変わって一益、長秀らを叱りつけた。

#### 官兵衛
黒田官兵衛（くろだ かんべえ）
演 - 浅野忠信
秀吉の家臣で、軍師。荒木村重の説得の際に脚を負傷し、現在は杖をついて歩いている。秀吉・秀長が信頼を置く武将で、鳥取城の兵糧攻め、高松城の水攻めなどは全て彼が考えたもの。

#### その他
宇喜多忠家（うきた ただいえ）
演 - 堀部圭亮
秀吉配下の大名・武将。劇中では、秀長に顎で使われている。
蜂須賀正勝（はちすか まさかつ）
演 - 仁科貴
秀吉配下の大名・武将。劇中では、忠家とともに秀長に無理難題を押し付けられている。
曽呂利新左衛門（そろり しんえもん）
演 - 木村祐一
芸人であるが、実は隠密であり、秀吉に雇われ隠密行動を行う。

### 明智光秀とその関係者

#### 光秀一門
明智光秀（あけち みつひで）
演 - 西島秀俊
第2の主人公。本作のヒロイン的役割を持つ。武家官位は日向守。信長に謀反を起こした荒木村重とは恋仲な関係である。作中では、荒木村重の捜索を信長から命じられるものの、逃げられてしまい信長の怒りを買う。千利休の茶室に招待され、茶室から出る際に利休に止められ、見せたいものがあると言われ付いて行くと、そこには逃走していた村重がいた。光秀は利休に自身の城に移せと命じる。

#### 家臣
斎藤利三（さいとう としみつ）
演 - 勝村政信
光秀の家臣。明智五宿老の1人。光秀に忠実であり、本能寺の変にも参加している。山崎の戦いにて光秀軍が大敗すると、光秀と少数の家臣と共に逃走するが、秀吉軍の追手が迫ると足止めを行ったが、身体を切られて絶命した。

### 荒木村重とその関係者

#### 村重一門
荒木村重（あらき むらしげ）
演 - 遠藤憲一
第3の主人公。信長に謀反を起こした武将。明智光秀とは恋仲の関係。信長のために精一杯頑張ってきたが褒美が少ないため信長を恨み謀反を起こした。しかしながら信長の大軍の前になすすべなく、有岡城が落城と同時に姿を消した。同じく逃走していた妻子は織田軍によって捕らえられ六条河原で皆殺しにされた。その後村重も千利休の使いである曽呂利新左衛門によって捕らえられると、堺に移送されるが、明智光秀の城に匿われる。本能寺の変の直前に光秀に裏切られ、谷から突き落とされた。その後の消息は不明。

### 織田信長とその関係者

#### 信長一門
織田信長（おだ のぶなが）
演 - 加瀬亮
三英傑の一人。尾張の大名で、名古屋弁を話し、天下統一を野望に持つ。性格は非常に凶暴であり、事あるごとに家臣に対して暴行をおこなっている。しかし家臣からはカリスマ性を評価されており、「天下は俺一代で十分、その後からはオメェらの中から選んだるがよ」と後継者争いを誘発している。
天正6年（1578年）10月に荒木村重が信長に反して謀反を起こしたとの情報を聞き、鷹狩りを途中で取りやめ難波に帰ると、秀吉・光秀などの家臣たちと会談を行い、村重を捕えるように光秀に命じ、秀吉には光秀を補佐するように命じた。その後、安土城にて蘭丸と性行為をしている姿を光秀に見せつけた。徳川家康が村重を匿っていると光秀から報告を受けると光秀に対して黒幕は家康にあると言い放ち、光秀に対して家康を殺害するように命じた。しかし、秀吉の策により家康殺害計画が失敗に終わると今度は光秀に対して安土城にて茶会を開き、そこに家康を呼ぶように命じた。茶会では家康の大好物であるタイに毒を盛り家康を殺害するように光秀に命じたが、秀吉の策により家康は鯛を食べるふりをして難を逃れた。信長は家康が死ななかったことに激怒し光秀を殴りつけた。
秀吉が入手した書状により信長が嫡男秀忠に家督を譲ろうとしていることを知った光秀によって本能寺が襲撃を受けると蘭丸を介錯し、弥助にも自害するように命じたが、恨みを持った弥助に槍で首を切断され死亡した。信長の首は弥助によって持ち去られ、光秀の捜索で発見されなかった。
丹羽長秀（にわ ながひで）
演 - 東根作寿英
信長の家臣の一人で、大名・武将。劇中では、難波での会議に参加し、その後は秀吉と共に行動している。
滝川一益（たきがわ かずます）
演 - 中村育二
信長の家臣の一人で、大名・武将。劇中では、難波での会議に参加し、その後は秀吉と共に行動している。
森蘭丸（もり らんまる）
演 - 寛一郎
信長の小姓で、側近。信長の衆道の相手でもある。本能寺の変にて信長に介錯され死亡した。
弥助（やすけ）
演 - 副島淳
信長側近の黒人。信長の衆道の相手でもある。日本語も外国語もできる。本能寺の変にて信長に自害を命じられるが、逆に殺害してその首を持ち去った。
実は信長を恨んでおり、最後に信長の首を斬った。

### 千利休とその関係者
千利休（せんのりきゅう）
演 - 岸部一徳
戦国時代の茶人、商人。大名や武将と交流を持つフィクサー的な立ち位置。
間宮無聊
演 - 大竹まこと
千利休の部下である初老の男性。元忍びで、劇中最終に色々知りすぎたために曽呂利新左衛門の腹に刃物を突き刺すが、新左衛門も同じく間宮に対して刃物を突き刺した。最後は相打ちとなりどちらも死亡した。

### 徳川家
徳川家康（とくがわ いえやす）
演 - 小林薫
織田信長の同盟者。三河の大名・武将。作中では信長と光秀によって荒木村重を三河に隠したことにされてしまい、命を狙われることになった。それを知った秀吉によって助けられ、お抱えの忍者部隊と影武者によって難を逃れることになった。

#### 家臣
本多忠勝（ほんだ ただかつ）
演 - 矢島健一
家康の家臣。常に家康に付き従っている。

### 毛利方
清水宗治（しみず むねはる）
演 - 荒川良々
備中高松城主。秀吉によって水攻めにされ、講和の条件として切腹するが、その前に武士の作法として舞を舞い、作法に疎い秀吉を苛立たせる。
安国寺恵瓊（あんこくじ えけい）
演 - 六平直政
毛利氏の外交僧。秀吉と宗治の間の交渉役として活動するが、官兵衛と意を通じており、切腹を決意した宗治を引き留めるふりをしながら、早期講和に持ち込もうとする。

### 近江国

#### 忍
多羅尾光源坊（たらおこうげんぼう）
演 - ホーキング青山
甲賀流の忍者衆を統治する長で、白塗りの大男で、普段は部下の巫女に喋らせているが、時々本人が喋ることもある。信長の嫡男信忠に宛てた書状を入手するために訪れた曽呂利新左衛門と般若の佐兵衛の前に現れると、秀吉が書状を欲しがっていることを知り書状を渡す。
その後、秀吉によって邪魔な存在として認識され秀吉軍によって忍びの里が滅ぼさせると同時に巫女と共に殺害された。

## 映画
原作者・北野自身による脚本・編集・監督・主演のもと、原作小説出版社・KADOKAWAにより製作。2023年11月23日に公開された。R15+指定。
総製作費15億円。北野にとっては6年ぶりの新作映画で、2023年5月16日開幕の第76回カンヌ国際映画祭の「カンヌ・プレミア部門」に日本人監督として初めて出品されることが決定した。撮影は山形県鶴岡市（スタジオセディック庄内オープンセット）、岩手県奥州市（えさし藤原の郷）、長野県富士見町、栃木県宇都宮市（若山牧場）・真岡市（鬼怒川河川敷）などで行われた。
なお、北野武脚本・監督作品としては『あの夏、いちばん静かな海。』（1991年）以来、約32年ぶりに東宝の配給作品となる。

### キャスト
- 羽柴秀吉：ビートたけし
- 明智光秀：西島秀俊
- 織田信長：加瀬亮
- 羽柴秀長：大森南朋
- 黒田官兵衛：浅野忠信
- 曽呂利新左衛門：木村祐一
- 難波茂助：中村獅童
- 丁次（アマレス兄）：アマレス兄弟
- 半次（アマレス太郎）：アマレス兄弟
- 千利休：岸部一徳
- 間宮：大竹まこと
- 荒木村重：遠藤憲一
- 斎藤利三：勝村政信
- 森蘭丸：寛一郎
- 弥助：副島淳
- 清水宗治：荒川良々
- 安国寺恵瓊：六平直政
- 般若の左兵衛：寺島進
- 為三：津田寛治
- 服部半蔵：桐谷健太
- 宇喜多忠家：堀部圭亮
- 滝川一益：中村育二
- 本多忠勝：矢島健一
- 丹羽長秀：東根作寿英
- 蜂須賀小六：仁科貴
- 菩薩の権蔵：平原テツ
- 遣手婆・マツ：柴田理恵
- 光源坊：ホーキング青山
- 博打場の男：劇団ひとり
- 徳川家康：小林薫

### スタッフ
- 原作：北野武『首』（KADOKAWA刊）
- 脚本・編集・監督：北野武
- 製作：夏野剛
- プロデューサー：福島聡司
- ラインプロデューサー：宿崎恵造
- 撮影監督：浜田毅（JSC）
- 照明：髙屋齋
- 美術：瀨下幸治
- 音楽：岩代太郎
- サウンドデザイナー：柴崎憲治
- 衣裳デザイナー：黒澤和子
- 録音：高野泰雄
- 編集：太田義則
- VFXスーパーバイザー：小坂一順
- 助監督：足立公良
- 特殊メイク/特殊造形スーパーバイザー：江川悦子
- 装飾：島村篤史
- 殺陣師：二家本辰己
- スクリプター：吉田久美子
- キャスティング：椛澤節子
- 製作担当：根津文紀、村松大輔
- 能楽監修：二十六世観世宗家 観世清和
- 配給：東宝、KADOKAWA
- 製作：KADOKAWA

### 受賞・ノミネート
| 映画賞                           | 授賞式        | 部門           | 対象     | 結果       | 出典   |
| -------------------------------- | ------------- | -------------- | -------- | ---------- | ------ |
| 第76回カンヌ国際映画祭           | 2023年5月26日 | クィア・パルム | 『首』   | ノミネート | [ 12 ] |
| 第17回アジア・フィルム・アワード | 2024年3月10日 | 助演男優賞     | 中村獅童 | ノミネート | [ 13 ] |
| 第17回アジア・フィルム・アワード | 2024年3月10日 | 衣装デザイン賞 | 黒澤和子 | ノミネート | [ 13 ] |